# Xaratanga Chasma
Lo Xaratanga Chasma è una struttura geologica della superficie di Venere.